# Gymnomuraena
Gymnomuraena es un género de peces de la familia morénidas  en el orden de los Anguilliformes.

## Especies
- Gymnomuraena zebra (Shaw, 1797)